# Limnephilus sparsus
Limnephilus sparsus là một loài Trichoptera trong họ Limnephilidae. Chúng phân bố ở miền Cổ bắc.